# Neoschizotheciaceae
Neoschizotheciaceae is een familie van schimmels behorend tot de orde Sordariales. Het typegeslacht is Neoschizothecium. De Neoschizotheciaceae zijn een familie van schimmels in de Ascomycota, klasse Sordariomycetes en orde Sordariales. Het werd in 2021 geïntroduceerd na moleculaire analyse van verschillende soorten schimmels in de orde Sordariales. Deze taxa bleken vergelijkbaar te zijn met taxa die worden aangetroffen in de families Bombardiaceae, Podosporaceae en Lasiosphaeriaceae, aangezien ze ellipsvormige ascosporen hadden, soms met aanhangsels, maar ze waren fylogenetisch verschillend van deze drie families. Neoschizotheciaceae werd opgericht op basis van Neoschizothecium.

## Geslachten
De familie bestaat uit de volgende genera:
- Apodus
- Cercophora
- Echria
- Immersiella
- Jugulospora
- Neoschizothecium
- Rinaldiella
- Zygopleurage